# Liphistius trang
Liphistius trang är en spindelart som beskrevs av Norman I. Platnick och Sedgwick 1984. Liphistius trang ingår i släktet Liphistius och familjen ledspindlar.
Artens utbredningsområde är Thailand. Inga underarter finns listade i Catalogue of Life.